# Idioma italiano
El italiano (italianoⓘ) es una lengua romance procedente del latín hablado, especialmente de la variante toscana arcaica, perteneciente a la familia italorromance de las lenguas itálicas, integrantes a su vez de las lenguas indoeuropeas.
Es el idioma oficial de Italia, San Marino y Ciudad del Vaticano, y uno de los cuatro idiomas nacionales helvéticos (con el alemán, el francés y el romanche). Es, además, lengua cooficial, con el croata, en el condado de Istria (Croacia), y con el esloveno en los municipios costeros del Litoral esloveno.
El italiano es usado también como primera o segunda lengua por varios millones de migrantes italianos y sus descendientes esparcidos por el mundo, sobre todo en Europa. Se calcula que, en el año 2006, unos 64 millones de ciudadanos europeos hablaban el italiano como lengua materna, y 14,7 millones como segunda o tercera lengua. Núcleos consistentes de italófonos se encuentran también en América, y en menor medida en África y Oceanía (es escasa la presencia en Asia).

## Aspectos históricos, sociales y culturales

### Distribución geográfica

#### Europa
En Italia el italiano es la lengua materna del 95 % de población residente en el país, o sea, de la casi totalidad de los italianos y de los extranjeros nacidos en Italia que conservan por ley su nacionalidad de origen hasta el cumplimiento de la mayoría de edad. Se trata de un colectivo de 57 700 000 de hablantes sobre una población total de unos sesenta millones de habitantes.
El italiano es lengua oficial de Suiza, como ya se ha indicado, junto con el alemán y el francés, y una de las cuatro lenguas nacionales de la Confederación (las tres oficiales, más el romanche). Aproximadamente 666 000 residentes en el país (censo 2012), más del 8 % de los ciudadanos hablan italiano o una variación de él. Es la lengua principal en todo el Cantón del Tesino, y en las áreas italófonas de los Grisones: valles de Mesocco, Bregaglia y Poschiavo (un 15 % de los habitantes del cantón). Estas áreas conforman en conjunto lo que se conoce como Suiza italiana.
El italiano es también el idioma oficial de San Marino y de la Ciudad del Vaticano, pero si en San Marino lo habla la gran mayoría de sus habitantes (25 000 italófonos en el 2004, o sea el 96 % de la población de Estado), en los ambientes cosmopolitas y clericales del Vaticano es posible que se recurra también al latín, que además es el único idioma oficial de la Santa Sede (las leyes, por ejemplo, se promulgan únicamente en latín), pero no de la Ciudad del Vaticano, donde lo es el italiano.
En Croacia 18 000 personas hablan en la actualidad (2014) el italiano como lengua materna y unas 600 000 como segunda lengua, o sea algo más del 13 % de la población croata. La gran mayoría de los italófonos se concentran en la ciudad de Fiume, en Dalmacia y en Istria. En esas áreas el italiano es idioma autóctono y en Istria lo hablaba, como lengua materna, cerca de mitad de la población. A raíz de la anexión a Yugoslavia de Fiume y de Istria (1947-1954), el grupo étnico italiano presente en el territorio se redujo de un 85 % a causa de la emigración a Italia y a otros países de Occidente. Después del desmembramiento de Yugoslavia, sin embargo, el italiano volvió a cobrar importancia en Croacia como idioma de cultura, sobre todo en el Condado de Istria, donde se convirtió en lengua cooficial tras el croata. En Eslovenia un número muy reducido de italófonos (3000 o 4000 locutores) se concentran mayoritariamente en los tres municipios costeros de Koper (Capodistria en italiano), Izola (Isola d'Istria) y Pirán (Pirano). En los dos últimos es idioma cooficial con el esloveno, mientras que en Capodistria el italiano tiene el estatus de cooficialidad solo en el centro urbano y en las pedanías con minorías italófonas de relieve.
En Francia, según algunas estimaciones, se encontrarían más de 828 000 locutores esparcidos por todo el territorio del Estado, probablemente con picos más altos, respecto a la población local, en la ciudad de Niza y en la isla de Córcega, ambas atadas política y culturalmente a partes de la actual Italia durante varios siglos, aunque cabe decir que buena parte de los "locutores de italiano" de estos territorios sólo tienen un conocimiento pasivo del idioma debido en gran parte al hecho de que el idioma regional de Córcega, el corso, tiene muchas similitudes con algunos dialectos de Italia central, en particular con el toscano. En Albania, a pesar de no ser el italiano idioma propio del país y de no gozar de ningún nivel de oficialidad, el conocimiento de este idioma está relativamente extendido entre la población debido primeramente a la diáspora albanesa en Italia y también al influjo de la cultura italiana y al hecho de que buena parte de la región costera es un importante destino turístico frecuentado por visitantes italianos.
Por lo que concierne el resto de Europa, aunque el italiano no es idioma oficial en ningún otro país, generalmente los colectivos de italófonos más significativos se encuentran en Estados que fueron meta, y en algunos casos todavía lo son hasta el día de hoy, de una consistente inmigración italiana. Hay que señalar, por importancia, Alemania (unos 548 000 locutores), Bélgica (unos 280 000) y Luxemburgo (lengua principal del 2,9 % de la población total del estado).

#### América
En América el idioma es o fue empleado de manera significativa en Estados Unidos (723 632 locutores en 2010), Canadá (455 000 locutores en el 2006), Brasil y Argentina. Otros grandes grupos importantes de italoparlantes se encuentran también en Uruguay y Venezuela (200 000 hablantes), y, en menor medida, en Chile, Colombia, México, Perú y Paraguay.
En América Central existen comunidades de hablantes en el sur de Costa Rica, en el municipio de San Vito de Java y comunidades cercanas y en El Salvador, en el distrito de Concepción Quezaltepeque.

#### Oceanía
En Oceanía, solo en Australia el italiano es hablado como primera lengua por una minoría de un cierto relieve que refleja la importancia numérica que tuvo la inmigración italiana en el país entre los años 1920-1930 y 1949-1969. Según fuentes oficiales, en el año 2011, sobre un total de 916 100 italo-australianos (personas de origen italiano nacidas en Australia y sus descendientes), casi la tercera parte (295 000) seguía usando la lengua de Dante como vehículo principal de comunicación familiar (conjuntamente con el inglés, utilizado prevalentemente en el trabajo y en las relaciones formales).

#### África
En África es empleado como idioma comercial en Libia, Eritrea y Somalia, las excolonias de Italia. En Etiopía su difusión es más limitada.

### Historia
El primer idioma italiano transregional se desarrolló en Sicilia, con la Escuela poética siciliana, que floreció entre 1230 y 1270 aproximadamente y que tuvo una cierta influencia en el toscano medieval y, en particular, en una de sus variedades: el florentino arcaico. De este último deriva la lengua italiana moderna. El vulgar florentino, habla de origen romance, a partir de la segunda mitad del siglo XIII empezó a desarrollar una literatura propia, imponiéndose como lengua escrita, en el siglo siguiente, en un ámbito territorial mucho más vasto que su área de difusión originaria.
El toscano de Florencia se impuso no por razones políticas, económicas o militares, como suele ocurrir, sino debido al prestigio cultural que llevaba consigo al ser el idioma de la Divina Comedia de Dante Alighieri, la más alta creación literaria de la Edad Media y una de las más grandes obras universales de todos los tiempos. Después de la muerte de Dante (1321), cuyos horizontes filosóficos y literarios se encontraban todavía dentro de un marco cultural medieval, escribieron en toscano Giovanni Boccaccio y Francesco Petrarca, considerados como los dos autores más importantes del humanismo prerrenacentista italiano.
A finales del siglo XIV el léxico fundamental del italiano ya estaba constituido en un 90 % y a partir del siglo siguiente empezó a formarse una especie de lengua común, sobre todo en el norte de Italia, que tenía su base en el toscano y en muchos términos y expresiones latinas que habían confluido en él. Este idioma común fue utilizado por notarios y funcionarios como lengua escrita en algunas prestigiosas cancillerías del tiempo: en Mantua, Urbino, Ferrara, Venecia y, desde el año 1426, en la cancillería de los Visconti en Milán.
Hacia mediados del siglo XV, ya en pleno Renacimiento, empezaron a compilarse las primeras gramáticas en vulgar florentino, como la Grammatica della lingua toscana de Leon Battista Alberti y, en las últimas décadas de ese mismo siglo, en la corte real de Nápoles, floreció una poesía cortesana en italiano que tuvo algunos representantes de relieve, como Francesco Galeota y Pietro Jacopo De Gennaro. Siempre durante el Renacimiento, gracias también a la normalización lingüística operada por el veneciano Pietro Bembo (1470-1547), escribieron en italiano todos los más importantes autores de la época: los grandes poetas emilianos Mateo Boiardo y Ludovico Ariosto, el ensayista lombardo Baldassare Castiglione, cuya obra maestra, El cortesano, fue traducida por Juan Boscán al español, el filósofo e historiador florentino Maquiavelo y su conciudadano y amigo Francesco Guicciardini. En italiano (y en latín) escribió también la personalidad más destacada de las letras napolitanas del Renacimiento, como Jacopo Sannazaro. A partir de la época de Sannazaro los napolitanos aceptaron de buen grado la supremacía del florentino sea como lengua escrita sea en la oratoria forense.
En la primera mitad del siglo XVI, con la internacionalización del Renacimiento, la literatura y el idioma italianos empezaron a propagarse, con más rapidez todavía que en el período anterior, en todo el mundo occidental.
En aquella época el idioma italiano (la denominación de italiano había terminado por prevalecer, durante las décadas centrales de ese mismo siglo, sobre cualquier otra) había dejado de identificarse plenamente con el vulgar florentino y, gracias al alto nivel de su literatura, se había ido imponiendo como una de las grandes lenguas de cultura en la Europa del tiempo. En la segunda mitad del siglo XVI, ya en edad manierista, se impuso Torquato Tasso, nacido en Sorrento, como el máximo autor italiano de su tiempo. En la época de Tasso y de la Contrarreforma se desarrolló la comedia del arte, un género teatral popular en la que se fusionan formas y léxicos dialectales con el italiano. Esta forma de espectáculo tuvo una gran aceptación internacional, como la tuvo el teatro en música, o melodrama, nacido en Florencia en las dos últimas décadas del siglo XVI, con textos poéticos de carácter histórico o mitológico y escritos en un italiano áulico, que en los siglos siguientes se exportará con éxito al resto de Europa y a América.
En 1585 se constituyó oficialmente en Florencia una academia privada, la Accademia della Crusca, para mantener la pureza de la lengua italiana y codificar su gramática y sintaxis. En 1612 la Academia publicó en Venecia el primer Vocabolario degli Accademici della Crusca, que, junto con el Tesoro de la lengua castellana o española (1611) de Sebastián de Covarrubias, sirvió de modelo a otros diccionarios compilados sucesivamente en Francia, Inglaterra y Alemania.
En la época barroca, rompiendo el monopolio detenido por el latín en ámbito científico y filosófico, se empiezan a publicar los primeros ensayos relativos a esas disciplinas en italiano, entre los cuales destaca por importancia Diálogos sobre los dos máximos sistemas del mundo de Galileo Galilei. También en edad barroca, durante la dominación española, en 
Nápoles, máximo centro urbano peninsular y capital de un Reino que incluía la tercera parte de la Italia del tiempo, el italiano escrito ya tenía mayor difusión que el latín, todavía lengua de la enseñanza científica en la ciudad y en su Estado: de un total de 2800 libros conservados en la principal biblioteca de Nápoles y publicados en el siglo XVII, 1500 estaban escritos en italiano (53,6 % del total) frente a 1086 escritos en latín (28,8 % del total) y solamente 26 en napolitano (0,9 % del total).
En el siglo XVIII, algunos Estados italianos, como el Reino de Cerdeña y los ducados de Parma y de Módena, tomaron varias medidas, a nivel legislativo, para sustituir definitivamente el latín por el italiano también en la instrucción universitaria (sector de la enseñanza superior donde, hasta entonces, seguía prevaleciendo el latín). Tras la adopción de estas medidas, en el Piamonte (donde la lengua de Dante, al igual que en la mayoría de los demás Estados italianos preunitarios, era ya oficial en la administración pública desde el año 1561), el uso del italiano, así como en los ducados de Parma y de Módena, se hizo obligatorio también en la enseñanza universitaria. En Cerdeña, donde ya se hablaba, en el norte de la isla, un idioma estrechamente vinculado al toscano y al corso (el gallurés), se impuso el italiano como la única lengua oficial (1759-1760). En 1754, en la 
Universidad de Nápoles, el filósofo y economista campano, Antonio Genovesi, uno de los máximos intelectuales italianos del tiempo, tomó la iniciativa de dar clases universitarias en vulgar, abandonando el uso del latín y provocando un enorme escándalo en el ambiente académico de la ciudad.
Cuando se proclamó el Reino de Italia (1861) el italiano ya era la lengua hegemónica de la literatura y la oficial en la comunicación escrita y en la administración, pero solo una pequeña minoría lo hablaba, es decir, solo la parte instruida de la población. No tenemos estadísticas disponibles al respecto, pero según Tullio De Mauro, uno de los mayores lingüistas italianos contemporáneos, al momento de la unificación, el 2,5 % de la población era italófona, o sea, todos los toscanos y romanos alfabetizados y todos los demás italianos que habían cursado estudios secundarios (desde los 11 hasta los 18 años de edad) y universitarios. Según otro lingüista, Arrigo Castellani, el número de italófonos en aquella época podía llegar aproximadamente al 9 % de la población. Ambos datos denotan una situación anómala determinada por una serie de causas, entre las cuales destacan: la fragmentación política de Italia entre los siglos VI y XIX; la alta tasa de analfabetismo; el uso prolongado del latín (conjuntamente con el italiano o sin él) como lengua de la enseñanza superior y universitaria en varios de los Estados italianos preunitarios, hasta, por lo menos, la edad napoleónica; y la vitalidad de tantas variedades lingüísticas italorromances locales habladas pero casi nunca utilizadas en su forma escrita por sus locutores. Hay que señalar, sin embargo, que esas variedades lingüísticas, llamadas impropiamente por sus mismos usuarios como "dialectos", eran y son, en su gran mayoría, lenguas neolatinas autóctonas y regionales (galoitálicas, italorromances centromeridionales, retorromances, etc.), conocidas comúnmente como dialectos por el simple hecho de no estar estandarizadas.
Los locutores de minorías lingüísticas foráneas (es decir, los hablantes de lenguas no pertenecientes al contexto neolatino italiano, como los arberiscos, los grikos, los sur-tiroleses y los franco-provenzales) han representado siempre una exigua parte de la población italiana autóctona (entre el 1 % y el 2,1 %).
A partir de la Unificación de Italia y a lo largo del siglo XIX, la aceleración del ritmo de industrialización, el mayor índice de asistencia a las escuelas primarias, la emigración a las ciudades y la expansión de los medios de comunicación (carreteras, ferrocarriles, etc.), contribuyeron a un descenso del uso de las variedades regionales y una familiarización creciente con la lengua nacional. Sin embargo, a principios del siglo XX, el uso del italiano estándar no tenía todavía, en varias regiones, una difusión satisfactoria. En las décadas centrales del mismo siglo la situación cambió radicalmente. En 1951 solo el 13 % de la población italiana usaba exclusivamente un "dialecto" frente a un 18,5 % que hablaba solo en italiano y más de dos tercios que utilizaban tanto el "dialecto" como el italiano. En la segunda mitad del siglo XX, con la progresiva desaparición del analfabetismo, la difusión generalizada de la prensa, de la televisión (operativa desde el año 1954) y, más recientemente, de la informática, se ha asistido a una homogeneización lingüística difícilmente previsible en la época de la constitución del Estado nacional. En un informe del 2006 publicado por la Comisión europea, que ya hemos mencionado anteriormente, el italiano resultaba ser la lengua materna del 95 % de población residente en Italia (con la inclusión, por lo tanto, de los extranjeros empadronados).

### Reconocimiento oficial

#### Italia
Como ya se ha señalado, el italiano fue, desde el siglo XIV, el único idioma autóctono con difusión nacional e internacional y, antes del proceso del Risorgimento, la única lengua de enseñanza obligatoria en todos los Estados preunitarios (conjuntamente con el latín en los Estados de la Iglesia y en el Reino de las Dos Sicilias) y, con pocas excepciones, la sola lengua administrativa y literaria de uso generalizado. El italiano era además hablado desde hace siglos por la burguesía y las clases cultas de los Estados preunitarios. Por lo tanto no se juzgó necesario proclamarlo lengua oficial del Reino de Italia, ni en el Estatuto Albertino (promulgado en el 1848 en el Reino de Cerdeña y adoptado, después de la reunificación de Italia, en todo el país), ni en la nueva Constitución republicana italiana del año 1948, en vigor. En el Estatuto Albertino el italiano se declaraba lengua de comunicación del Parlamento sardo (con la posibilidad, por parte de los representantes de las minorías occitanas y franco-provenzales, de poder expresarse en francés), puesto que ya tenía carácter de oficialidad en Piamonte desde el año 1561 y en Cerdeña desde el año 1759. En la Constitución del 1948, ni se hace mención del italiano como lengua oficial, dando por descontada su función como lengua nacional que se evidencia en la actividad legislativa, jurídica y en una política lingüística que hasta la Segunda Guerra Mundial fue marcadamente centralista. El reconocimiento expreso se encuentra, curiosamente, en algunos tratados internacionales y en el estatuto de la región Trentino-Alto Adigio, que formalmente es ley constitucional del Estado italiano: «...[la lengua] italiana...es la lengua oficial del Estado» (en it.:...[La lingua] italiana...è la lingua ufficiale dello Stato), y se desume indirectamente de la misma Constitución republicana que lo expresa, en el art. 6, de esta forma: «...la República italiana protegerá, mediante normas adecuadas, a las minorías lingüísticas...» (o sea minorías, frente a una mayoría de italohablantes). En otros países europeos (Reino Unido, Suecia, etc.) y americanos (Estados Unidos, entre otros), que no tienen un idioma oficial indicado explícitamente en sus respectivas Constituciones, se produce una situación parecida a la de Italia: la oficialidad de sus lenguas nacionales se refleja en su legislación ordinaria y por su importancia como medio de comunicación hegemónico en todos los ámbitos, públicos y privados, y como señal de identidad de un Estado o de grupos étnicos determinados.

#### Suiza
En Suiza el italiano es lengua oficial y nacional de la Confederación, conjuntamente con el alemán y el francés (el romanche es lengua nacional y cantonal). Su éstatus es contemplado en el artículo 70 de la Constitución Federal de Suiza de 1999. A nivel cantonal el italiano es el único idioma oficial del Cantón del Tesino (83 % de italófonos) y uno de los tres idiomas oficiales de los Grisones (conjuntamente con el alemán y el romanche). En la Suiza italiana (que incluye el Cantón del Tesino y parte de los Grisones) se hablan también, sobre todo en las zonas rurales y en ámbitos informales, dialectos galoitálicos de tipo lombardo que no tienen reconocimiento oficial.

#### Ciudad del Vaticano y San Marino
El italiano es lengua oficial de la Ciudad del Vaticano (Estado ubicado en pleno centro de la ciudad de Roma), con arreglo al párrafo 2 de la "Ley sobre las fuentes del derecho" (en it.: Legge sulle fonti del diritto) del 7 de junio de 1929, que forma parte del "Suplemento de la actuación de las leyes y disposición del Estado de la Ciudad del Vaticano" (en it.:Supplemento per le leggi e disposizioni dello Stato della Città del Vaticano) anexo a la Acta Apostolicae Sedis, para la actuación de los Pactos lateranenses del 11 de febrero de 1929. La Santa Sede, el organismo de derecho internacional que detiene la soberanía del Estado, reconoce en cambio, como su única lengua oficial, el latín. El italiano tiene estatus de lengua oficial también en la Serenísima República de San Marino, que al igual que la Ciudad del Vaticano, es un enclave independiente dentro del territorio nacional italiano.

#### Eslovenia (Litoral esloveno)
En las ciudades eslovenas de Koper (en it.: Capodistria), Izola (en it.: Isola d'Istria), Piran (en it.: Pirano) y Ankaran (en it.: Ancarano), el italiano es lengua oficial conjuntamente con el esloveno. El bilingüismo de esas ciudades, todas pertenecientes al Litoral esloveno, está garantizado por el art. 11 de la Constitución de Eslovenia de 1991 y por las normas de actuación relativas. La minoría italófona tiene también, siempre por ley constitucional, el estatus de minoría nacional autóctona (art. 5 y 64 de la Constitución) y el derecho a ocupar uno de los dos escaños, en la Asamblea nacional eslovena (Državni zbor), reservados a las comunidades históricas minoritarias (el otro está reservado a un representante de la comunidad húngara).

#### Croacia (Istria y Fiume)
En Croacia también, como en Eslovenia, el italiano tiene el estatus de idioma autóctono y, en cuanto seña de identidad de una minoría histórica nacional, recibe, a la par que el serbio, el ruteno, el húngaro y otras lenguas habladas desde la Edad Media en territorio croata, una tutela jurídica particular. Esa tutela está garantizada por la ley constitucional n. 155 del 23 de diciembre de 2002, modificada posteriormente por la deliberación y decreto constitucionales n. 47 del 19 de abril de 2010 y por las deliberaciones constitucionales n. 80 del 28 de junio de 2010 y n. 93 del 10 de agosto de 2011. La normativa croata prevé, entre otras medidas, el derecho de las minorías nacionales a elegir entre un mínimo de cinco y un máximo de ocho diputados para que las representen en el Parlamento del Estado (en cr.:duma), dejando a los gobiernos locales la tarea de asegurar y promover el desarrollo social y cultural de las comunidades presentes en los varios condados del país. Actuando por lo tanto dentro del marco constitucional croata, la Asamblea regional istriana, órgano supremo del Condado de Istria, tomó, en el año 2009, una decisión histórica, proclamando en su estatuto (art. 21 y siguientes) el bilingüismo croata-italiano en todo el territorio de su jurisdicción (2822 km² y 208 440 hab. en el 2011).
En Fiume, en croata Rijeka, tercer centro habitado más importante de Croacia con una población de 128 000 residentes (2011), la lengua y la cultura italiana reciben una tutela particular por el Estatuto de la ciudad, aprobado por el Consejo Municipal el 27 de marzo de 2006 (art. 14). Fiume es la única ciudad situada fuera de la región istriana donde el idioma italiano ha podido mantener una cierta vitalidad, no tanto por el número limitado de italófonos residentes en el término municipal (2276 locutores en 2011, o sea el 1,8 % de la población urbana), en cuanto por la presencia de una numerosa Comunidad italiana (CI) compuesta por 7360 inscritos (en su mayoría de lengua croata) que, conjuntamente con todas las comunidades italianas de Croacia, forma la Comunidad nacional italiana (CNI), la cual tiene también su sede en Fiume y depende de la Unión italiana (UI) que reúne todos los italianos de Croacia y de Eslovenia (34 365 inscritos en Croacia y 3294 en Eslovenia). La Unión Italiana tiene dos sedes: la principal se encuentra en Fiume, la otra, abierta como sede destacada, está en Capodistria (en esl. Koper), en Eslovenia. La Unión italiana es un sujeto de derecho público, reconocido como tal por Italia, Croacia y Eslovenia.
La presencia en el casco urbano de cuatro escuelas primarias italianas (en Croacia las escuelas primarias tienen la duración de 8 años) y una escuela superior, todas ellas reconocidas oficialmente sea por el Ministerio de la Instrucción de Italia, sea por su homólogo de Croacia, refuerza el papel desempeñado por las tres instituciones italianas presentes en la ciudad. En esas escuelas las lecciones se imparten en italiano y con textos italianos (solo el estudio obligatorio de la lengua croata se imparte en este idioma). En Fiume hay una editorial (EDIT) que publica desde 1946 un diario, La voce del popolo, una revista quincenal de actualidades, Panorama (desde 1952), una mensual, Arcobaleno (desde 1948, dedicada a la escuela y a los estudiantes), y una revista literaria, la Battana (desde 1964), todas en italiano, y libros de texto para los institutos de enseñanza, sea en italiano, sea en croata.

### Dialectología

Variedades de lenguas italorromances, galoitálicas y sardas.

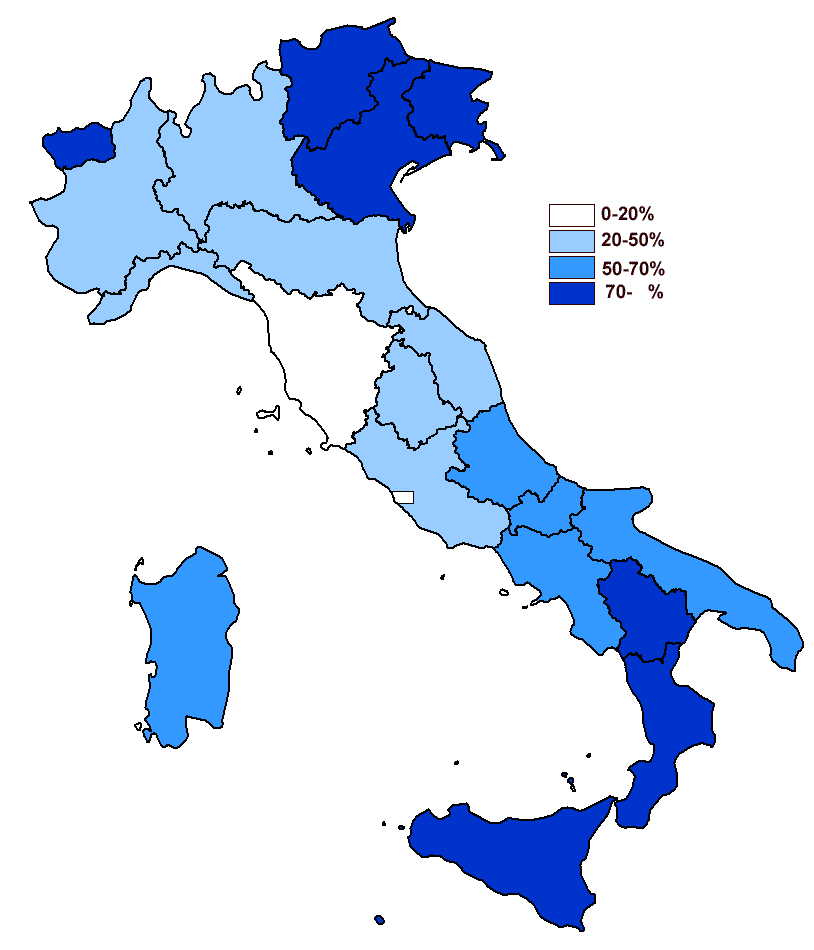
Porcentaje de personas que usan la lengua regional en el contexto familiar en 1980, por regiones.

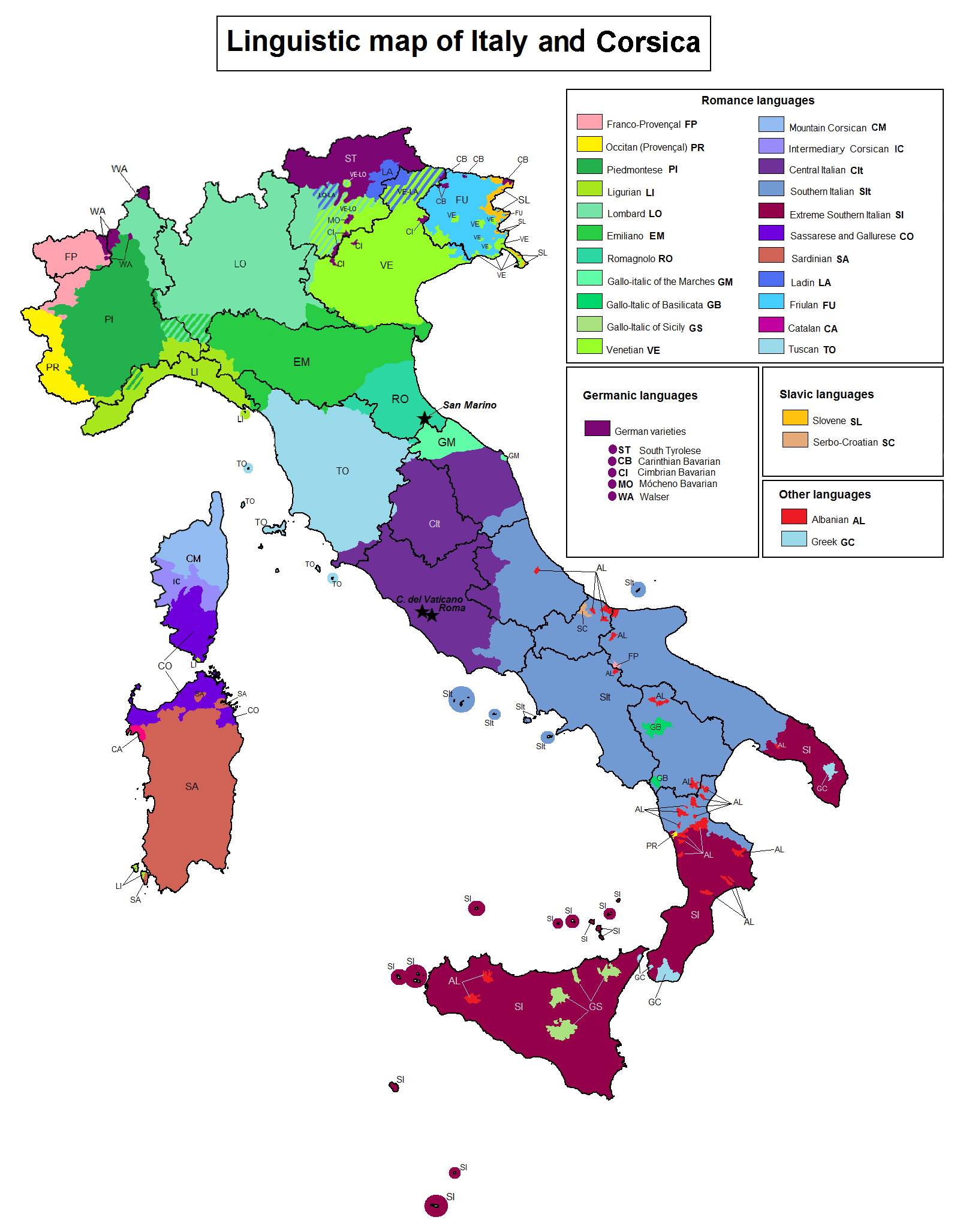
Mapa lingüístico de Italia y Córcega.

El italiano coloquial es de facto una lengua bastante fragmentada en «dialectos», aunque lingüísticamente es argumentable que son lenguas hermanas del italiano que en el último siglo y medio se han ido acercando a la forma estándar.
La base del italiano es el toscano arcaico y, al igual que los demás idiomas italorromances, proviene del latín. Algunas variedades del centro de Italia (como el romanesco y las demás variedades italorromances centrales) están más o menos cerca del italiano estándar, sin embargo, las variedades del norte de Italia y las de la mitad sur del país, son más divergentes, y acusan más la influencia de las lenguas italianas regionales:
- En el norte de Italia se hablan lenguas galoitálicas (piamontés, emiliano-romañolo, lombardo —oriental y occidental— y ligur); siempre en el norte se han desarrollado variantes de italiano influidas por estas lenguas, pero, a pesar de eso, en el uso cotidiano guardan mayor parecido al italiano estándar. El véneto es la lengua "galoitálica" más divergente de las otras y más parecida al italiano estándar, por lo que algunos autores la clasifican fuera del grupo galoitálico y, en su dominio, tiene una fuerte difusión coloquial.
- En el sur existen variedades autóctonas diferentes del toscano, pertenecientes a tres grupos italorromances principales: el napolitano, el siciliano y el romanesco (o italiano central). Debido al amplio uso de las lenguas regionales y a la menor penetración del italiano estándar en el sur de Calabria y en el interior de Sicilia, la lengua coloquial de la parte peninsular más meridional y de las islas se aleja mayormente, en algunas áreas, del italiano estándar. Las variedades locales son las que eran comunes en el hablado, de manera coloquial e informal, en los antiguos reinos de Nápoles y Sicilia: las varias formas de napolitano (en sus muchas variantes regionales, conocidas como abruzzese y molisano en Abruzos y Molise; barese y foggiano en la parte septentrional y central de Apulia; lucano en Basilicata y cosentino en el norte de Calabria; además de los varios dialectos del napolitano hablados en el resto de Campania y en la ciudad de Nápoles), conocidas, conjuntamente, también como italoromanzo meridionale intermedio, están más cerca del italiano estándar, mientras, las variedades locales de siciliano (como el salentino en el sur de Apulia; el crotonese, catanzarese y reggino en el centro y sur de Calabria; y los diferentes dialectos del siciliano hablados en la isla de Sicilia y en sus archipiélagos menores), conocidas, en conjunto, como italoromanzo meridionale estremo, son más divergentes que las anteriores.
- En Cerdeña se habla, conjuntamente con el italiano, el sardo, reconocido por el Estado idioma cooficial en toda la isla. El sardo es una lengua romance insular, con muchas variedades locales (o dialectos), y es hablado preferentemente en ámbito familiar por el 45 % de la población regional, frente a un 55 % de locutores que se expresan prevalentemente en italiano.[49] Además del sardo propiamente dicho, en Cerdeña se hablan también gallurés y sassarés, que son reconocidos como idiomas de transición entre el sardo y los idiomas italorromances como el corso, siendo el sassarés más cercano al sardo y más influido por este respecto del gallurés.
- Los idiomas retorromances, integrados, en el caso italiano, por el friulano (hablado en buena parte de la región del Friul-Venecia Julia)[50] y el ladino (hablado en específicas zonas de las regiones Trentino-Alto Adigio y del extremo norte de Veneto), se sitúan ambos en el noreste de Italia.

## Descripción lingüística

### Clasificación
El italiano es una lengua indoeuropea de la subfamilia romance, concretamente una lengua del grupo italorromance, por lo que las lenguas más cercanas a él son el corso, el romanesco, el siciliano y el napolitano.
El grupo romance del italiano es hasta cierto punto difícil de clasificar en una específica rama lingüística romance y parece ser transicional entre el romance occidental y el romance oriental, aunque el italorromance comparte 13 isoglosas con el romance oriental estricto o balcorromance (balcorrumano y dálmata) y 3 con el romance occidental (iberorromance, galorromance, occitanorromance, retorromance, galoitálico y el romance insular), lo que permite agruparlo en el romance oriental. Esta clasificación es las más plausible, aunque los procesos de desarrollo evolutivo de las lenguas romances siguen siendo objeto de investigación. Por otra parte, Ethnologue presenta un esquema controvertido que incluye a las lenguas italorromances con las romances occidentales, pero dicha clasificación excluye al corso del italorromance agrupandólo con el romance insular e incluye en este grupo al dálmata y el istriano, grupo denominado italo-dálmata, sin embargo dicha clasificación no es filogenética porque el corso desciende del toscano y por tanto es la lengua hermana del italiano, el dálmata comparte isoglosas únicas con el balcorrumano y ninguna única con el italorromance por lo que no están emparentados, el istriano por sus isoglosas esta estrechamente emparentado con el véneto, por ello formaría parte de las lenguas galoitálicas y a la vez romances occidentales.
Tipológicamente el italiano es una lengua flexiva fusionante, de núcleo inicial y marcaje de complemento y el orden básico es SVO (oraciones enunciativas sin topicalización).

### Fonología
El inventario consonántico del italiano viene dado por:
|             | Labial | Alveolar | Palatal | Velar |
| ----------- | ------ | -------- | ------- | ----- |
| Nasal       | m      | n        | ɲ       | ŋ     |
| Oclusiva    | p b    | t d      |         | k ɡ   |
| Africada    |        | ts dz    | tʃ dʒ   |       |
| Fricativa   | f v    | s z      | ʃ       |       |
| Vibrante    |        | r        |         |       |
| Lateral     |        | l        | ʎ       |       |
| Aproximante |        |          | j       | w     |

El italiano tiene un sistema típicamente romance formado por siete vocales con cuatro grados de obertura, formado por /a, ɛ, e, i, ɔ, o, u/, además de sus 24 fonemas consonánticos, el sonido fonético [ŋ] es formado al colocar la consonante "n" seguida de una consonante velar, este fenómeno también se presenta en el idioma español en palabras tales como "manco", "tengo", "zanja". Comparada con otras lenguas románicas el italiano es altamente conservador en fonología.

### Ortografía
El italiano tiene una ortografía bastante regular, en que cada letra o dígrafo tiene una pronunciación fija, con excepciones predecibles. Se caracteriza por la conservación de las vocales finales, y por la pronunciación de las consonantes geminadas (consonantes dobles). El acento tónico se encuentra normalmente en la penúltima sílaba, pero también puede estar en la última o en la antepenúltima.
Algunas reglas de pronunciación pueden, sin embargo, confundir a los hispanófonos. Por ejemplo, la c seguida de e o i se pronuncia «ch» (IPA /tʃ/), mientras que delante de a, o y u se pronuncia /k/. Para mantener el sonido /k/ delante de e o i, habrá que añadir una h: chiamo se pronuncia «quiamo» (IPA /'kja.mo/). Para obtener el sonido «ch» delante de las demás vocales se añade una i: ciao se pronuncia "chao" /'tʃao/ (la i no se pronuncia).
De forma análoga, delante de e o i, la g se pronuncia IPA /ʤ/. Se pronunciará /g/ (como en gato) delante de las demás vocales. Se emplean también la h y la i para modificar su pronunciación.
Las consonantes dobles se diferencian de las simples en la pronunciación. Una analogía con el castellano es la n de «innoble».

### Gramática
La gramática italiana presenta numerosas similitudes con la catalana, la francesa, la gallega, la portuguesa, la española y la rumana con las que comparte la pertenencia a la familia de las lenguas romances.

#### Sustantivos
Los sustantivos tienen dos géneros: masculino y femenino, así como dos números: singular y plural. Las principales terminaciones, por género y número, son:
- masculino en -o, plural en -i: libro, libri
- masculino o femenino en -e, plural en -i: fiore, fiori; luce, luci
- masculino en -a, plural en -i: poeta, poeti
- femenino en -a, plural en -e: scala, scale

Son invariables en italiano los sustantivos que terminan en vocal acentuada (la virtù / le virtù – la virtud / las virtudes), los sustantivos (casi todos de origen extranjero) que terminan en consonante (il bar / i bar – el bar / los bares), los sustantivos que terminan en -i no acentuada (il bikini / i bikini, la crisi / le crisi – el bikini / los bikinis, la crisis / las crisis), y muchos otros sustantivos.
Los sustantivos que terminan en -a suelen ser femeninos, mientras que los acabados en -o suelen ser masculinos, y los que finalizan en -e pueden ser masculinos o femeninos. El plural se forma en -e cuando la palabra acaba en -a o en -i cuando la palabra termina en -o o -e. Existen, en cambio, multitud de excepciones que se derivan de los términos latinos, por ejemplo: la mano y su plural le mani, ambos femeninos.
Hay un grupo bastante numeroso de palabras, en su mayoría referentes a partes del cuerpo humano, que en singular terminan en -o y son de género masculino, mientras que en plural acaban en -a y pasan a ser de género femenino, por ejemplo: il braccio / le braccia (el brazo / los brazos) o l'uovo / le uova (el huevo / los huevos). Originalmente estos vocablos tenían género neutro en latín, brachium / brachia y ovum / ova.

#### Artículos
Los artículos en italiano son de dos tipos: indeterminado y determinado. Los primeros sirven para indicar un elemento genérico de un todo, mientras los segundos, para indicar un elemento específico de un todo.
Artículos indeterminados:
- masculino singular: un, uno (ante palabras que inician con z, gn, x, pn, ps o s impura, es decir la s seguida por una consonante)
- femenino singular: una, un' (ante palabras que inician con vocal)

No existe una forma plural única auténtica; para ello puede hacerse uso del artículo partitativo masculino (dei; degli, ante palabras que inician con z, gn, x, pn, ps, o s impura) o femenino (delle).
Artículos determinados:
- masculino singular: il, lo (ante palabras que inician con z, gn, x, pn, ps, o s impura; se contrae en l' ante palabras que inician con vocal)
- femenino singular: la (se contrae en l' ante palabras que inician con vocal)
- masculino plural: i, gli (ante palabras que inician con z, x, gn, pn, ps, s impura o vocal)
- femenino plural: le

La contracción de gli ante palabras que inician con i, y de le ante palabras que inician con e («gl'individui», «l'erbe») se considera ya arcaica. En el lenguaje burocrático y legal se tiende a no contraer la ante una vocal: «la espressione».
Nota: la elección del artículo se efectúa sobre la base de la palabra que sigue, aunque esta no sea un sustantivo, sino parte del discurso.
Algunos ejemplos:
| il bravo attore           |  | l'attore                                                        |
| il bello specchio         |  | lo specchio                                                     |
| lo strano comportamento   |  | il comportamento                                                |
| la forte eco              |  | l'eco (NB: eco en singular es un sustantivo de género femenino) |
| i piccoli gnomi           |  | gli gnomi                                                       |
| gli stessi problemi       |  | i problemi                                                      |
| uno stupido inconveniente |  | un inconveniente                                                |
| il quasi spento zolfo     |  | lo (spento) zolfo                                               |
| il suo zaino              |  | lo zaino                                                        |
| la nostra amica           |  | l'amica                                                         |

A las diferentes formas del artículo determinado corresponden otras tantas variantes del adjetivo demostrativo quello: quello specchio, quel comportamento, etcétera.

#### Pronombres personales
Los pronombres personales sujetos se sobreentienden, a menos que se quiera insistir en la persona que realiza la acción.
| | Singular                                                                                | Plural                                              |
| --- | --------------------------------------------------------------------------------------- | --------------------------------------------------- |
| 1.a persona | io - yo                                                                                 | noi - nosotros/as                                   |
| 2.a persona (informal) | tu - tú                                                                                 | voi - vosotros/as, ustedes                          |
| 2.a persona (cortesía, usados con el verbo en tercera persona singular y plural respectivamente) 2.a persona (cortesía, regional o literario, usado con el verbo en segunda persona plural) | Lei - usted Voi - usted                                                                 | Loro - ustedes (muy formal)                         |
| 3.a persona (literario o anticuado) | egli - él (animado) esso - él (inanimado) ella - ella (animada) essa - ella (inanimada) | essi - ellos (inanimados) esse - ellas (inanimadas) |
| 3.a persona (usual) | lui - él lei - ella                                                                     | loro - ellos/as                                     |

#### Verbos
Los verbos pueden conjugarse en indicativo, subjuntivo, condicional e imperativo. Existen también tres formas impersonales: infinitivo, gerundio y participio.
Los verbos se dividen en tres categorías o conjugaciones: los verbos en -are, los verbos en -ere y los verbos en -ire. Algunos verbos, como essere (ser), son irregulares.
Junto con las categorías tradicionales de conjugación, también se han introducido categorías que incluyen verbos como avviare, que son bastante frecuentes y tienen diferentes terminaciones y acentos.
En el «passato prossimo» (pretérito perfecto) se utiliza tanto el verbo essere (ser) como el verbo avere (haber) dependiendo del tipo de verbo que acompañan (de movimiento, de estado, reflexivo...), al igual que en francés (être, avoir) o en alemán (sein, haben). Si se utiliza el verbo essere, el participio se adecua en género y número.
El «presente indicativo» de essere (ser, estar) y avere (haber, tener) es:
|         | essere | avere   |
| ------- | ------ | ------- |
| io      | sono   | ho      |
| tu      | sei    | hai     |
| lui/lei | è      | ha      |
| noi     | siamo  | abbiamo |
| voi     | siete  | avete   |
| loro    | sono   | hanno   |

### Rasgos evolutivos del italiano
- Asimilación de los grupos consonánticos ct y pt, del latín, que pasan la consonante doble tt. Ejemplos: latín acceptāre 'aceptar' > italiano accettare (aunque existe alguna excepción como praticare y sus derivados), y lat. oct 'ocho' > it. otto. El resultado para -ct- contrasta con las lenguas románicas occidentales, incluyendo las lenguas galoitálicas del norte de Italia, que en esa posición presentan palatalización.
- Palatalización de l en los grupos consonánticos pl, bl y cl, gl del latín, por los grupos pi /pj/, bi /bj/ y chi /kj/, ghi /gj/. Ejemplos: piano 'llano/plano' (del latín planus), più 'más' (del latín plus), chiesa 'iglesia' (del latín ecclesia)
- Pérdida de la s final latina. Ejemplos: Gesù 'Jesús' (del latín Iesus), Giovanni 'Juan' (del latín Iohannes).
- Pérdida de la i de los diptongos finales latinos. Ejemplos: impero (del latín imperium), essenza (del latín esentia)

## Sistema de escritura
El italiano utiliza 21 letras del alfabeto latino. En efecto, las letras «k», «j», «w», «x» e «y» se emplean únicamente en palabras de origen extranjero o variantes gráficas de escritura, de uso cada vez más común en la comunicación escrita en internet y los mensajes instantáneos en teléfonos móviles. Al igual que el francés, el italiano usa el grupo consonántico gn, para representar el sonido de la ñ del español. Utiliza el grupo de letras gli para hacer un sonido similar al del portugués lh, o al español sin yeísmo ll.
En el caso de la letra h, muy pocas palabras italianas la tienen de forma aislada, incluyendo las formas conjugadas en presente del verbo avere (tener). Normalmente aparece en los grupos ch y gh, equivalentes en castellano a qu y gu seguidos de e o i, respectivamente. De forma análoga, c y g se combinan con la i ante a, o, y u, para obtener el mismo sonido que c y g ante e e i, en cuyo caso la i es muda y solo modifica el sonido de la letra a la que sucede.
En el italiano al igual que el francés existen muchas contracciones, las cuales se indican mediante un apóstrofo ('). Ejemplo: L'ora, en vez de La ora.
El italiano utiliza tres acentos en su escritura: el acento grave (`), encima de a, e, i, o, u (à, è, ì, ò, ù), el acento agudo (´) solamente sobre e (é) en palabras como perché («por qué», «porque») y otras conjunciones compuestas por preposiciones, adverbios y el ché («qué»), los cuales siempre recaen en la última sílaba y el acento circonflejo (^) solo encima de i para representar la contracción de una doble i al final de algunas palabras (principio>principii>principî). Tal vez (muy raramente) es usado para distinguir palabras semejantes ("volta" vez, "vôlta" la forma del arco). En poesía indica una contracción y se puede encontrar en innumerables palabras.